# Kutya legyek…
A Kutya legyek… (eredeti címén 100 Deeds For Eddie Mcdowd) amerikai televíziós filmsorozat. A Fireworks Entertainment és a Lynch Entertainment készítette a Nickelodeon televíziócsatorna számára.

## Cselekmény
A 16 éves Eddie Mcdowd az egyik Los Angeles-i iskola réme, aki rettegésben tartja társait. Nemcsak diáktársai, de némely tanára is félve tekint rá. Piszkos trükkjei és csínyjei, valamint rossz híre iskolaszerte közismert. Egy nap új család érkezik Los Angelesbe: Taylor-ék. Fiúk és lányuk hamarosan a helyi iskola tanulói lesznek, mit sem sejtve Eddie-ről és bandájáról. Lányuk, Gwen hamar megtalálja a helyét, azonban Justin-nak már az első nap sem tartogat sok jót. Baleset éri az első órán, így begipszelt karral kénytelen végigülni az első tanítási napot. Hazafelé igyekszik utolsó órája után; épp lefelé siet a lépcsőn, de figyelmetlen és véletlenül beleütközik Eddie-be, akinek a kezéből kiröpül a tejes flakon, és hamarosan már tejtől csöpögve bosszúszomjasan áll Justin fölött. Sariffa, Justin új barátja ugyan figyelmezteti, hogy bajba kerülhet, de a fiú eleinte nem törődik a dologgal. Hamarosan azonban festékbe mártva találja magát az iskola egyik zászlórúdján. 

Eddie győzelmét megünnepelendő felkeresi kedvenc sikátorát, egy elhanyagolt Los Angeles-i környéken. Hirtelen egy csavargó tűnik fel a semmiből és kutyává változtatja Eddie-t, hogy megbánja tetteit és jobb emberré válhasson. Szülei és egykori barátai elfelejtik a fiút, akinek ebben a testben kell élnie, amíg 100 jó cselekedet végre nem hajt -melyekre ugyan nem fog majd emlékezni, miután véghez vitte őket, de a cselekedetek nyoma ott marad majd a lelkében. Az egyetlen, aki átváltoztatóján kívül érti, amit mond, utolsó áldozata.  Sintértelepre kerül, ahonnan Justin szerencsére hamar kiszabadítja, így hozzákezdhet a jótettek végrehajtásához...

## Szereplők

### Eddie Mcdowd
Az iskola réme volt, s most kutyatestben kényszerül élni, - míg száz jó cselekedet végre nem hajt - miután egy csavargó átváltoztatta. Utolsó áldozata, Justin veszi magához - a fiú megérti, amit Eddie mond. Bár külsőre kutya lett, ugyanolyan arrogáns, és önelégült csirkefogó, mint amilyen emberként volt. A mindennapok során egyre jobban megismeri „gazdáját” és rájön, hogy nagy segítségére lehet a jótettek végrehajtásában. Justin Eddie legjobb barátjává válik.

### Csavargó („Szakállas”)
Ő az, aki  kutyává  változtatta  Eddie-t,  hogy jobb emberré válhasson. Nagyon  rejtélyes  figura:  egyszer  jól öltözött  üzletemberként,  máskor fagylaltárusként  tűnik  fel - soha nem tudni, milyen álruhát ölt éppen magára -, általában akkor, ha Eddie-nek sikerül véghez vinnie egy jó cselekedetet. Bár néha meglehetősen szigorú, gyakran viccelődik is és nagyon a szívén viseli Eddie  sorsát.  Gyakran  varázsol, sőt viszi vissza Eddie-t az időben, hogy felhívja  a  figyelmét  a  tettei  következményeire,  ezáltal tartva őt a „helyes úton”.

### Justin Taylor
Családjával  költözik  Los  Angeles-be,  ő  Eddie  utolsó áldozata. Mikor először találkozik a kutyatestbe zárt Eddie-vel a sintértelepen megrémülve konstatálja, hogy a kutya beszél. Eddie gyôzködésére végül magához veszi és - történetét megismerve - segít neki a jótettek végrehajtásában. Ugyan eleinte  még neheztel Eddie-re az ellene elkövetett csíny miatt - azonban a jótétemények végrehajtása közben összekovácsolódnak és végül Eddie legjobb barátjává válik. Zárkózott  és  visszahúzódó, kissé esetlen  fiú,  aki  mindig próbál jól viselkedni, minden szabályt igyekszik betartani, és mindenkihez kedvesen viszonyulni. Igazi „mintagyerek”, Eddie tökéletes ellentéte. Nagy segítségre  van  a kutyatestbe zárt fiúnak jó cselekedetei végrehajtásakor.  Épp olyan nagy szüksége  van  Eddie-nek  rá,  mint  Justin-nak  a  minden hájjal megkent Eddie-re, aki - miután segít neki az iskolába való beilleszkedésben - cserébe tanít neki egy-két dolgot a „lezserségről” is. Mindazonáltal Justin - a Csavargóval együtt - Eddie „lelkiismeretévé” válik kalandjaik során.

### Gwen Taylor
Öccsével ellentétben Gwen magabiztos és talpraesett, így könnyedén beilleszkedik új helyére. Imádja, ha körülötte forog a világ. Előszeretettel piszkálja öccsét, azonban jó nővérhez méltóan mindig kiáll Justin mellett, ha úgy hozza a helyzet. Imád bulizni, és flörtölni. Eleinte ferde szemmel néz a család új kutyájára - nehezen bocsátja meg Eddie első, nyálas „pusziját”, és bár lassan enyhül a neheztelése mindig látványosan felháborodik, ha Eddie megnyalja. Mivel mitsem tud Eddie „valódi” énjéről, értetlenül figyeli öccse párbeszédeit a kutyával.

### Liza Taylor
Sikeres  üzletasszony, reklámszakemberként dolgozik. Los Angeles-ben kap állást,  ezért költözik ide az egész család. Karrierje mellett mindig bőven jut ideje  a  családjára, aminek  ő a legfőbb összetartója. Kitűnő háziasszony, remekül tud sütni. Kezdetben roppantul neheztel Eddie-re, mert egyáltalán nem kedveli a kutyákat, végül azonban nagyon megszereti a jövevényt.

### Doug Taylor
Igazi  családapa, aki  amellett, hogy sokat dolgozik, igyekszik  nagyon  jó apa is lenni. Mindig  van  szabad  perce  a  gyerekei és felesége  számára.  Ő az,  aki  elmegy  a sintértelepre  Justin-nal  és  hazahozza  Eddie-t, remélve, hogy az eb jó hatással lesz   Justin-ra,  és  egy  kicsit  felvidítja  a honvágyban szenvedő  fiút - és erről Lizát is igyekszik meggyőzni.  Mivel postásként dolgozik, néha „konfliktusba" kerül Eddie-vel, de ennek ellenére nagyon szereti a kutyust.

### Sariffa Chung
Justin  első  új  barátja. Mindent megjegyez, roppant eszes. Úgy gondolja, sokban  hasonlítanak  egymásra  Justin-nal, azonkívül, hogy szerinte a fiú túlzottan sokat beszél a kutyájához.

### Tori
Angliából érkezik a Taylor családhoz, miután Gwen részt vesz egy cserediák-programban. Kissé szertelen, és locsi-fecsi. Temperamentuma, örök vidámsága és kedvessége révén hamar beilleszkedik új családjába.

### Spike Cipriano
A Taylor család szomszédságában élő fiú az első pillanatban beleszeret Gwen-be. Van egy zenekara is, amivel igyekszik levenni lábáról a lányt - még azt is megengedi neki, hogy énekeljen, noha egyáltalán nincs jó hangja. Ennek ellenére Gwen nem túlságosan barátságos vele, de Spike-ot ez sosem szomorítja el. Bár Gwen sosem mondja ki végsősoron kedveli Spike-ot.

### Watt úr
Watt úr a Taylor család szomszédja. Nem kifejezetten jó szomszéd, igyekszik borsot törni Taylor-ék orra alá. Végül azonban mindig jóra fordul a szomszédi viszony. Kutyája, Salvador Eddie jó barátja.

### Flaco
Eddie egykori cimborája, aki miután megszabadult Eddie-től, az iskola új „királyának” képzeli magát. Folytatja amit Eddie elkezdett, bár néha sokkal zsarnokoskodóbb „elődjénél”. Gyakran megkeseríti Justin életét, azonban a fiú - Eddie segítségével - többször sikeresen visszavág neki. Mivel Eddie nem áll többé az útjába, Gwen-re is szemet vet, de nem jár sok sikerrel. Beképzelt és gyakran agresszív is, igazi „iskola réme.”

### Brenda May
Sintérként dolgozik, ő fogta be Eddie-t. Ki nem állhatja, és mindent megtesz annak érdekében, hogy újra a rácsok mögé zárja az ebet - azonban Eddie mindig túljár az eszén. Egyáltalán nem kedveli a kutyákat, mert rossz tapasztalatai voltak velük. Gyakran a „teremmel” fenyegeti a telepre kerülő kutyákat - ez az a hely a sintértelepen, ahová az elaltatni szándékozott állatokat viszik.

### Yvonne
Brenda May utóda. Eddie először -tévesen- barátot vél találni a személyben, azonban hamar rá kell döbbennie, hogy az új sintérrel próbált meg barátkozni, aki jóval szigorúbb elődjénél.

### Salvador (Sally)
Együtt kerül ki a sintértelepről Eddie-vel, és végül Eddie szomszédjává válik. Először ő hallja meg a fiú történetét - bár nem hisz neki. Mindig szívesen ad tanácsot az „újdonsült” kutyának, amivel segít elviselhetőbbé tenni Eddie-nek a kutyalétet. Mindig számíthat öreg buldog barátjára, ha elbizonytalanodna a kutyák világában.

### Cézár
Eddie másik kutyaszomszédja. A fiatal és tapasztalatlan kölyök Eddie-t választja mesteréül és mentorául - aki örömmel tesz eleget egy ilyen megtisztelő feladatnak. Eddie felelőtlensége néha nagyon komoly zűrbe sodorja Cézárt, ám jó „tanárhoz” méltón Eddie mindig megmenti barátját.

### Gigi
Amint meglátja Eddie azonnal beleszeret a puccos kis pomerániaiba. Francia akcentusával, és fennkölt modorával leveszi a lábáról a négylábút. Azonban Gigi előhozza Eddie-ből legrosszabb tulajdonságait, mivel mindig csínyek elkövetésére buzdítja. Először Eddie örömmel tesz ismét rossz dolgokat, hogy Gigi kedvében járjon, de aztán jobb belátásra tér, mert nagyon szeretne ismét gyerek lenni.

## Magyar hangok
| Szereplő                 | Színész / Megformáló                                                             | Magyar hang        |
| ------------------------ | -------------------------------------------------------------------------------- | ------------------ |
| Eddie Mcdowd (emberként) | Jason Dohring                                                                    | Minárovits Péter   |
| Eddie Mcdowd (kutyaként) | Rowdy (hangja: Seth Green (első évad) és Jason Hervey (második és harmadik évad) | Minárovits Péter   |
| Csavargó                 | Richard Moll                                                                     | Kristóf Tibor      |
| Justin Taylor            | Brendon Gilberstadt                                                              | Baráth István      |
| Gwen Taylor              | Morgan Kibby (első évad)                                                         | Nemes Takács Kata  |
| Liza Taylor              | Catherine MacNeal                                                                | Hűvösvölgyi Ildikó |
| Doug Taylor              | William Francis McGuire                                                          | Sörös Sándor       |
| Sariffa Chung            | Brenda Song                                                                      | Váradi Petra       |
| Spike Cipriano           | Danny Tamberelli                                                                 | Szvetlov Balázs    |
| Tori                     | Melanee Murray (második és harmadik évad)                                        | Böhm Anita         |
| Flaco                    | Josh Hammond                                                                     | Hamvas Dániel      |
| Salvador (hang)          | Joe Piscopo                                                                      | Háda János         |
| Watt úr                  | Joe Piscopo                                                                      | Újréti László      |